# 你好，安怡
《你好，安怡》（英語：Humans），中國大陸電視劇，改编自瑞典电视剧《真实的人类》。由马天宇、戚薇領銜主演，於2021年2月19日在爱奇艺和腾讯视频平台开播。

## 播出时间
| 频道     | 所在地   | 播出日期                    | 播出时间 | 备注                                                             |
| -------- | -------- | --------------------------- | -------- | ---------------------------------------------------------------- |
| 愛奇藝   | 中国大陆 | 2021年2月19日-2021年3月20日 | 20:00    | 会员首更6集，每周五至周日更新2集。 非会员每周五至周日各更新2集。 |
| 騰訊視頻 | 中国大陆 | 2021年2月19日-2021年3月20日 |          |                                                                  |

## 劇情簡介
2035年，“芯机人”进入到人们的生活中，为普通的人类生活进行着全方位的服务。他们外表虽然和人类一样，但是内部是机器人。然而，几个拥有了人类的意识和情感的“芯机人”却出现在人类社会中。

阿西莫夫三定律：
1. 機器（芯机）人不得傷害人類，或看到人類受到傷害，而袖手旁觀。
2. 機器（芯机）人必須絕對服從人類任何命令，除非此命令與第一定律發生衝突。
3. 在不違反阿西莫夫第一或第二定律前提下，機器（芯机）人「可以」保護好自己（於第一集，「"可以"」劇情臺詞修改為「"盡力"」一詞）。

## 演员列表

### 領銜主演
| 演员   | 角色       | 简介                                                                                         |
| 馬天宇 | 李遥       | 科技天才，著名科学家李建维的儿子，曾溺水腦死。後被維修成半人類、半芯机人狀態，腦袋為電子腦。 |
| 戚薇   | 安怡／姜离 | 被拐賣至乔家工作，有意识的芯机人                                                             |

### 喬家
| 演员   | 角色   | 简介                                                         |
| 张恒   | 罗芸   | 乔明宇的妻子，保险公司高级总监。芯机人（安怡）之次綁定用戶。 |
| 韩秀一 | 乔明宇 | 罗芸的丈夫，購買者及芯机人（安怡）之主綁定用戶。             |
| 陈宥维 | 乔远   | 乔明宇和罗芸的儿子。                                         |
| 吴昱瑶 | 乔悠   | 乔明宇和罗芸的大女儿。                                       |
| 张钰琪 | 菲菲   | 乔明宇和罗芸的小女儿。                                       |

### 芯机人
| 演员   | 角色           | 简介 |
| 戚薇   | 安怡／姜离     | 有意识的芯机人 請詳見領銜主演。 |
| 曾柯琅 | 小马           | 有意识之芯机人 |
| 王聪   | 叶坤           | 有意识之芯机人 |
| 孙安可 | 曲思家         | 有意识之芯机人 |
| 孟丽   | 杨小兰（璧珺） | 芯机人管理部人员，有意识之芯机人。曾是李遙的母親（璧珺）替代品之芯机人，因故離家失蹤。痛恨自身為有意识之芯机人身分。不想與李遥等人有瓜葛。 |
| 景研竣 | 阿正           | 金咏林的芯机人，為已過往的兒子替代品。 |
| 林路迪 | 文浩康         | 程氏电子公司研发部总监，有意识之芯机人。是李建维曾經也是最早製造出來的機型，後為救溺死後的李遥，剝奪文浩康其有意識的電子腦，轉用於李遥。   |

### 其他演員
| 演员   | 角色   | 简介                                                         |
| 曹毅   | 李建维 | 发明芯机人及推展芯机人具意識之科学家，也是李遥的父亲。       |
| 麻骏   | 程世光 | 程氏电子公司总裁。                                           |
| 高宏亮 | 金咏林 | 科学家。阿正的父親。                                         |
| 钱泳辰 | 林肖易 | 芯机人管理部主任。最後接受了有意識之芯機人身分的下屬楊小蘭。 |
| 黃柏鈞 | 程峰   | 摄影师，為了前女友的醫療費，不惜出賣思家。                   |
| 袁晶   | 万灵   | 万晟时空总裁。最後與具有意識之芯機人身分的葉坤生活在一起。   |
| 岳超   | 獨眼   | 非法之芯机人改裝與私販者。                                   |

## 電視劇歌曲

### 中国大陆
| 曲序 | 曲目                   |                                    | 作曲   | 演唱   |
| ---- | ---------------------- | ---------------------------------- | ------ | ------ |
| 1.   | 《明日之钥》（片头曲） | 季欣霈、高瑩、蔡凱東、陳彥尊、林喬 | 同左列 | 苏诗丁 |
| 2.   | 《那少年》（片尾曲）   | 張旭                               | 同左列 | 周锐   |
| 3.   | 《芯里》（插曲）       | 季欣霈、王梓赫、王令翔             | 同左列 | 刘人语 |

## 相關條文
- 《變人》，美國電影，1999年12月13日上映。
- 《真实的人类》，（瑞典電視劇，2012年第一季、2013年第二季播映）。